# ギブソン・ES-330
Gibson ES-330 は、1958年にギブソン社より発売されたエレクトリック・ギターである。使用ギタリストとしては、グラント・グリーン、奥田民生などが著名である。

## 概要
ホロウボディ特有の鳴りを活かした厚みのあるサウンドが特徴。一方で、大音量になるとアンプの音でボディが共振しハウリングが起きやすい。
外見上は同時期に発売されたギブソン社のES-335によく似たモデルであるが、内部構造とサウンドは大きく異なる。ES-330はボディ内部にセンターブロックがなく、シングルコイルのP-90を搭載しているのに対し、ES-335にはセンターブロックがあり、ピックアップはハムバッカーである。ネックジョイントは1966年までは全て16フレットジョイントであったが、1967年からはES-335と同様の19フレットジョイントのモデルも発売された。
1972年に製造中止となったが、現在はギブソン・カスタムショップからリイシューモデルが発売されている。

## エピフォン・カジノ
ギブソン社の子会社であるエピフォン社から1961年に発売開始された廉価版のエピフォン・カジノは、ES-330をベースに作られている。構造上はES-335以上に類似点が多く、ボディ内部およびピックアップは同じであり、違いはヘッド形状と指板上のポジション・マーク、ネックとボディのジョイント箇所（ESー330は19フレット、カジノは16または17、19フレット）、ネック幅である。ジョンレノン使用の1965年製と同時期の330のネックとヒールまでの幅を比べると330の方が広い。
両モデル間に大きな差は存在しなかったのにもかかわらず、ES-330に比べてカジノの方がより多くの有名ミュージシャンに愛用された。代表的な使用者としてはザ・ビートルズのジョン・レノン、ポール・マッカートニー、ジョージ・ハリスンらがいる。